# コシジロアジサシ
コシジロアジサシ（腰白鯵刺、学名：Onychoprion aleuticus）は、チドリ目カモメ科に分類される鳥類の一種である。

## 形態
体長は32-34cm。頭頂から高等部と通眼線は黒いが、それ以外の頭部は白い。体上面は暗い灰色で下面は明るい灰色。腰と尾が白い。

## 分布
サハリン、カムチャツカ半島、アラスカの沿岸で繁殖する。非繁殖期の行動は不明だが、フィリピンで記録されたことがあることから、南下して越冬しているものと思われる。
日本では極めて稀な迷鳥として北海道や山形県、埼玉県で記録がある。

## 分類
本種は以前はアジサシ属（Sterna）とされていたが、ミトコンドリアDNA研究によりセグロアジサシ属（Onychoprion）に分類されることになった。2024年時点で主要なチェックリストはすべてOnychoprion としている。

## 生態
鳴き声は、「チィ　チィ」。